# Tableau de la géographie de la France
Le Tableau de la géographie de la France est un ouvrage traitant de la géographie de la France, écrit par Paul Vidal de la Blache en 1903. Il s'agit du premier tome de la monumentale Histoire de France (1903-1922) d'Ernest Lavisse en 28 volumes.

## Principes
L'auteur passe en revue les différentes régions françaises du point de vue géographique et humain. Chaque chapitre débute par une introduction géologique de la zone et de sa structure morphologique, qui est ensuite reliée à son histoire et à l'occupation humaine. De nombreux schémas et cartes explicitent la vision de l'auteur.

## Contexte
Écrit pour servir de cadre à une histoire de France destinée, dans sa version allégée, à l'instruction publique, le Tableau peut être considéré comme le livre fondateur de la géographie française. À ce titre, bien plus qu'un ouvrage descriptif, il devient une tentative d'ancrage de la France dans son territoire et son histoire. Bien que le sujet paraisse classique, sa réalisation est souvent politique, comme la description de l'Alsace-Lorraine, alors prussienne à la suite de la défaite de 1870 et au traité de Francfort, comme territoire « naturel » français.
Même si certains traits sont aujourd'hui nettement datés dans l'analyse géographique, l'approche, le Tableau a inauguré une nouvelle manière d'envisager la géographie et son corollaire, l'occupation humaine du sol.